# Пошук (персональний комп'ютер)

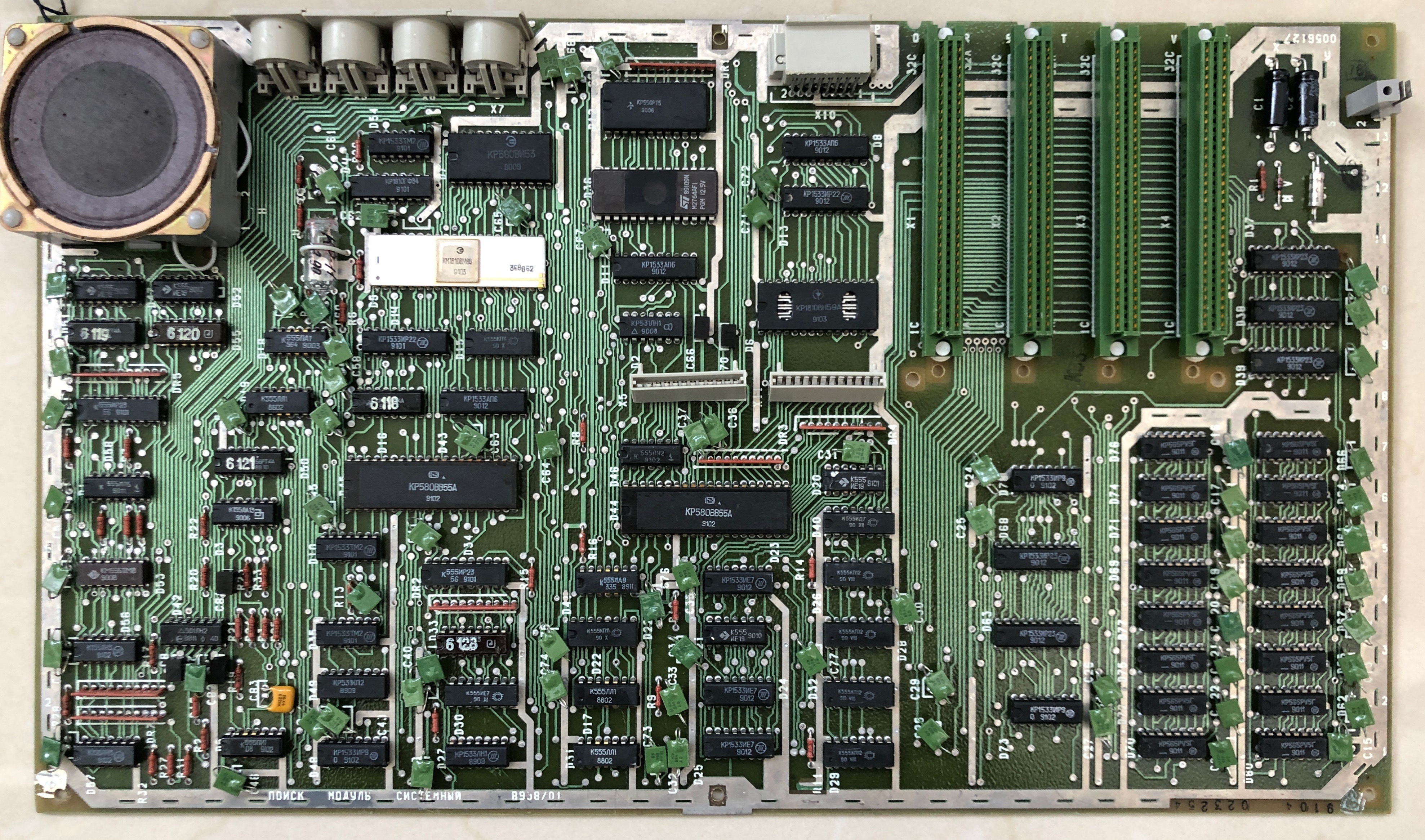
Материнська плата ПК «Пошук»

«Пошук» (оригінальна назва «ПОИСК») — один з перших персональних комп'ютерів (ПК), розроблених на території України.
Комп'ютер створило Київське державне науково-виробниче об'єднання «Електронмаш» у 1988 р. (ПК «Нивка», навчально-інформаційний комплекс «УІК-1», керуючі обчислювальні комплекси «СМ1702», «СМ1800», «СМ1814», «СМ1420-1», «СМ1425», «АРМ 2-01» та інші, а також сучасні комп'ютерні системи «Інпарком», «Пітон» та «Плутон» також розробили на цьому підприємстві).

## Пошук-1

### Технічні характеристики
ПК «Пошук» вигідно відрізнявся від інших радянських комп'ютерів (таких як «Львів ПК-01», «Дубна 48К», «Радіо 86РК», серія «БК», «Корвет», «Агат») тим, що був частково сумісний із популярним 16-бітним ПК IBM PC/XT.
Окрім програмного забезпечення (ПЗ), яке поставляли з комп'ютером або продавали окремо до нього, можна було використовувати багато ПЗ для IBM PC, наприклад операційну систему (ОС) MS-DOS актуальних на той час версій (згодом навіть ОС Windows до версії 3.0 включно та такі програмні пакети як MS Office), системні утиліти (наприклад Norton Commander), та багато IBM PC ігор (що можна було купити на дискетах до цього ПК).
Програми можна було завантажувати трьома способами — через дисковод, через касетний магнітофон чи через спеціальний модуль-розширення із вшитим ПЗ. Також була можливість об'єднувати комп'ютери в локальну мережу кількістю до 16 машин.
Комп'ютер мав чотири слоти (для них застосовувався майже аналог 8-бітної шини XT-bus), які можна було використовувати для підключення модулів-розширень:
- додаткова оперативна пам'ять;
- контролер дисковода на гнучких 5.25-дюймових дисках;
- контролери джойстика, три-клавішної миші;
- ROM-диски (картриджі з записаними програмами);
- контролери послідовного і паралельного портів;
- адаптер локальної мережі.

Ціна на комп'ютер була значно нижчою, ніж на IBM PC/XT, але вищою, ніж на тогочасні 8-бітні комп'ютери західного виробництва (на кшталт ZX Spectrum).
Серія «Пошук-1» мала декілька версій комплектування, які вказували переважно на об'єм оперативної пам'яті та деякі незначні модифікації устаткування.
- Версії 1 та 1.01 мали системний модуль першої ревізії із 128 КБ ОЗП.
- Версії 1.02, 1.03 та 1.05 — системний модуль другої ревізії із 128 КБ ОЗП.
- Версії 1.04 та 1.06 — системний модуль другої ревізії із 512 КБ ОЗП.

Згодом були розроблені покращені версії — «Пошук-2» та «Пошук-3» (повністю сумісні із IBM PC/XT), але через перебудову економіки та кризу 90-х великого поширення вони не мали.

## Апаратна частина
ПК серії «Пошук-1» виконані у популярному того часу форматі моноблоку (все на одній платі) та окремого блоку живлення.
Над клавіатурою розташовані чотири слоти для під'єднання додаткових модулів, чим можна розширити можливості комп'ютера.
Для розширень використана 8-бітна шина формату ISA (PC/XT-bus), але з іншим роз'ємом.
На задній панелі розташовані роз'єми для підключення живлення, та таких пристроїв, як монітор (наприклад «Електроніка МС 6105») чи касетний магнітофон.
З правої сторони моноблоку розташована невелика кнопка «Перезавантаження».
Як центральний процесор (ЦП) використаний 16-бітний КМ1810ВМ88 (інтегральна схема у керамічному корпусі, вироблявся у Чехословацькій Республіці) — неліцензований клон процесора Intel 8088. Конструктивно процесор був мікросхемою у металокерамічному 40-вивідному корпусі (DIP-40). Тактова частота процесора (5 МГц) була трохи вищою, ніж у IBM PC (4,77 МГц).
Для здешевлення кінцевого пристрою, було прийнято рішення не використовувати окремий контролер клавіатури та відео-контролер, а їхні функції покласти на ЦП через емуляцію цих пристроїв.
Також для спрощення роботи електроніки та через деякі конструктивні особливості відсутня можливість прямого доступу до пам'яті (DMA).
Через відсутність повноцінного відео-контролера — відсутній і текстовий режим, а весь текст малюється попіксельно у графічному режимі через BIOS.
Також 32 Кб відеопам'яті розташовані в оперативній пам'яті комп'ютера (у моделях із 128 Кб користувачу залишалось 96 Кб, а у моделях із 512 Кб- 490 Кб).
Після таких здешевлюючих рішень, не дивлячись на розігнаний ЦП, загалом комп'ютер працював повільніше за IBM PC/XT через додаткове навантаження на ЦП.
Підтримувались такі відеорежими стандарту CGA:
- 320x200, 4 кольори
- 640x200, 2 кольори.

Для відображення кириличних символів була використана кодова сторінка 866.

## Пошук-2
«Пошук-2» — аналог IBM PC/XT, сумісний з PC/XT як на програмному, так і на апаратному рівні. Побудований переважно на елементній базі виробництва СРСР і країн східної Європи.
Технічні характеристики:

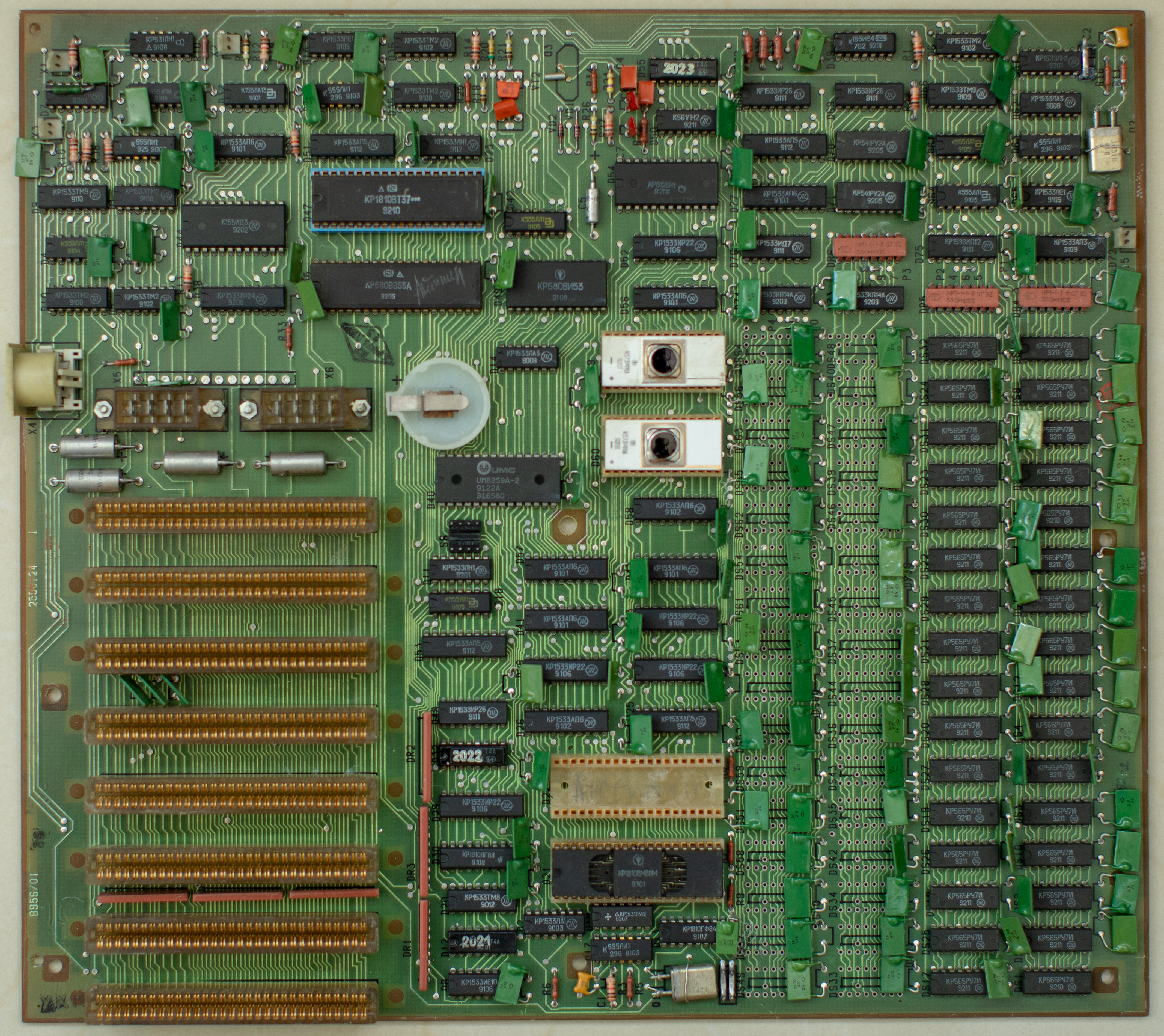
Материнська плата ПК «Пошук-2»

- Процесор — КР1810ВМ86М, 8 МГц. Була можлива комплектація математичним співпроцесором К1810ВМ87Б.
- Оперативна пам'ять — 640—2048 КБ на К565РУ7 и К565РУ5. Цікавою особливістю комп'ютера була можливість автоматично відключати ті блоки ОЗП, які не проходили тест пам'яті. В одному блоці ОЗП (всього 4 блоки) розміщувались мікросхеми К565РУ7 або К565РУ5, що складало 512 Кб чи 128 Кб, відповідно.
- Пам'ять за межами 1 Мб використовувалась як EMS.
- Постійна пам'ять — 16 КБ.
- Відеоадаптер — могли встановлюватися відеоадаптери Hercules та Extended CGA (32К відеопам'яті, нестандартні для CGA додаткові відеорежими) власної розробки, відеоадаптер EGA власного виробництва, але на іноземному чипсеті CityGate D10, а також VGA виробництва Realtek.
- Наявність мікросхеми годинника реального часу (RTC) та CMOS-пам'яті, конфігурування системи здійснювалось за допомогою програми BIOS Setup, а не за допомогою перемичок, як в класичній XT.
- Контроллер жорстких та гнучких дисків, на основі мікросхем i82064 и i8272, що дозволяв підключити один MFM/RLE жорсткий диск і до двох 5,25" (1,2 МБ) або 3,5" (1,44 МБ) флопі-дисководів.
- Контроллер портів, з двома COM-портами і одним LPT-портом.

Досить часто ці ПК використовувались як «викладацькі» при побудові комп'ютерних класів на базі системи «Пошук-1»; також на їх базі будувались самостійні комп'ютерні класи.

## Пошук-3
«Пошук-3» — перероблена модель «Пошуку-2», зміни в якій були направлені на спрощення та здешевлення конструкції за рахунок використання мікросхем високого ступеню інтеграції замість дискретної логіки. Випускався дрібними партіями на самому початку 1990-х років.
Технічні характеристики:

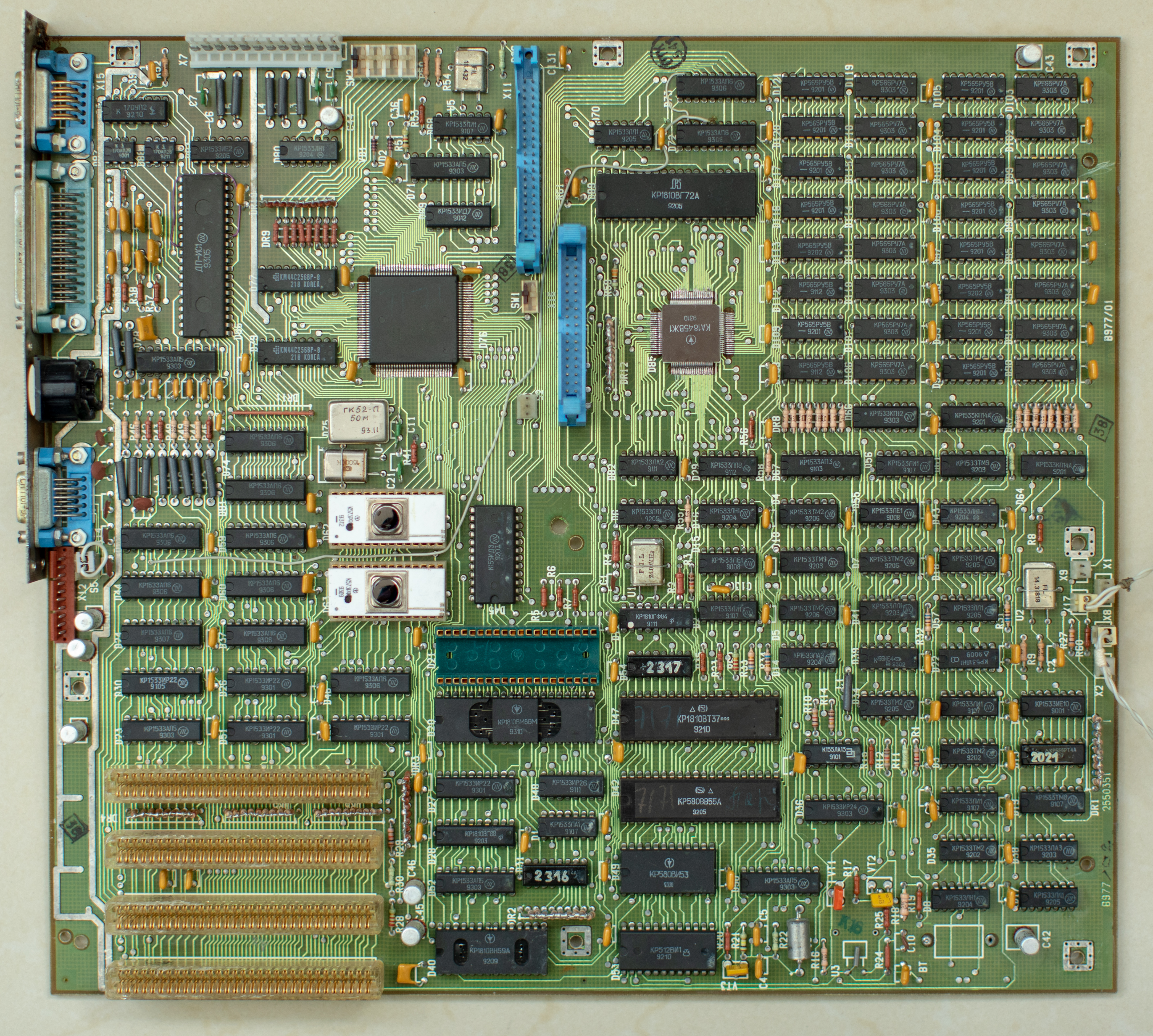
Материнська плата ПК «Пошук-3»

- Процесор — К1810ВМ86М з можливістю встановлення співпроцесора К1810ВМ87Б, нерідко комплектувався процесором Intel 8086-2.
- Тактова частота — 8 МГц.
- ОЗП — 640 КБ.
- Відеоадаптер EGA.
- Контролер НЖМД — IDE
- Побудований на планарній технології, завдяки чому на одній платі знаходились як основні компоненти, так і контролери периферійних пристроїв. Цікавий тим, що включав в себе інтегрований контролер НГМД на мікросхемі КА1845ВЖ1, розробленій київським НПО «Квазар», а також інтегрований однокристальний контроллер EGA і LPT (Citygate D10).